# Arlecchino elettronico
Arlecchino Elettronico è una raccolta di successi di Alberto Camerini del 1995.

## Tracce
1. Tanz bambolina - remix
2. Rock'n'Roll robot - remix
3. Serenella - nuova versione
4. Soldi - inedito
5. Diamantina - tratta da Dove l'arcobaleno arriva
6. Sintonizzati con me - remix
7. Il ristorante di Ricciolina - nuova versione, tratta da Dove l'arcobaleno arriva
8. Maccheroni elettronici - remix
9. Bambulè - nuova versione
10. Milano innamorata - tratta da Dove l'arcobaleno arriva
11. TV baby - nuova versione
12. La bottega del caffè - nuova versione, tratta da Dove l'arcobaleno arriva
13. Quando è carnevale - nuova versione